# Parti de l'unité nationale roumaine
Pour les articles homonymes, voir Parti de l'unité nationale.
Le Parti de l'unité nationale roumaine (en roumain : Partidul Unității Națiunii Române, abrégé en PUNR) est un parti politique roumain nationaliste, fondé le 15 mars 1990 et absorbé par le Parti conservateur en 2006.

## Histoire
Le parti a initialement été enregistré au registre des partis politiques sous la dénomination Parti de l'union nationale des Roumains de Transylvanie (roumain : Partidul de Uniune Națională a Românilor din Transilvania, PUNTR) et avec Constantin Ivasiuc comme président.
Lors de son congrès national de juin 1990 l'universitaire Alexandru Crișan, a été désigné comme à la présidence du parti, en même temps que la dénomination du parti a été changée en Parti pour l'union nationale des Roumains (roumain : Partidul pentru Uniunea Națională a Românilor, PUNR). Lors d'un second congrès organisé en novembre 1990, le parti a une nouvelle fois changé de nom et adopté la dénomination Parti de l'unité nationale roumaine (roumain : Partidul Unității Naționale Române, PUNR). Lors des premières élections libres en mai 1990, le PUNR a obtenu neuf mandats de députés et deux mandats de sénateurs, tous en Transylvanie.
En 1992, lors d'un congrès national organisé à Târgu Mureș, Gheorghe Funar, élu quelques mois auparavant maire de Cluj-Napoca, candidat du parti pour la seconde élection présidentielle depuis le retour de la démocratie. Au soir du premier tour, Gheorghe Funar a obtenu 10,88 % des suffrages exprimés, se plaçant en troisième position. Un mois plus tard, Funar a été porté à la tête du parti.
À l'été 1994 le PUNR est entré au gouvernement du social-démocrate Nicolae Văcăroiu, formant une coalition nommé le « Quadrilatère rouge » avec le Parti de la Grande Roumanie. Les quatre ministres PUNR alors nommés sont :
- Valeriu Tabără : ministre de l'Agriculture ;
- Gavril Iosif Chiuzbaian : ministre de la Justice ;
- Aurel Novac : ministre des Transports ;
- Ioan Turicu : ministre des Télécommunications.

Lors de la Convention nationale du 22 mars 1997, Valeriu Tabără a été élu président du PUNR, alors que Gheorghe Funar a été élu vice-président. À la suite de contestations de la nouvelle direction, Gheorghe Funar a été exclu du parti par le Conseil national le 4 novembre 1997.
Dans la perspective des élections législatives de novembre 2000, le PUNR a fusionné avec le Partidul Național Român (PNR), pour former l'Alliance nationale (PUNR+PNR), qui a réalisé un score en deçà de ses attentes.
En février 2006, le PUNR s'est fondu dans le Parti conservateur, disparaissant ainsi de la scène politique roumaine.

## Dirigeants
- Constantin Ivasiuc (1990)
- Alexandru Crișan (1990-1992)
- Gheorghe Funar (1992-1997)
- Valeriu Tabără (1997-2002)
- Mircea Chelaru (2002-2006)[5]

## Résultats électoraux

### Élections parlementaires
| Année | Chambre des députés | Chambre des députés | Sénat | Sénat    | Rang | Gouvernement        |
| Année | %                   | Mandats             | %     | Mandats  | Rang | Gouvernement        |
| ----- | ------------------- | ------------------- | ----- | -------- | ---- | ------------------- |
| 1990  | 2,1                 | 9 / 396             | 2,2   | 2 / 119  | 6e   | Opposition          |
| 1992  | 7,7                 | 30 / 341            | 8,1   | 14 / 143 | 4e   | Văcăroiu            |
| 1996  | 4,4                 | 18 / 343            | 4,2   | 7 / 143  | 6e   | Opposition          |
| 2000  | 1,5                 | 0 / 345             | 1,4   | 0 / 140  | 8e   | Extra-parlementaire |

### Élections présidentielles
| Année | Candidat       | 1er tour | 1er tour | 2d tour | 2d tour |
| Année | Candidat       | %        | Rang     | %       | Rang    |
| ----- | -------------- | -------- | -------- | ------- | ------- |
| 1992  | Gheorghe Funar | 10,8     | 3e       |         |         |
| 1996  | Gheorghe Funar | 3,2      | 6e       |         |         |